# Prosoplus flavescens
Prosoplus flavescens là một loài bọ cánh cứng trong họ Cerambycidae.